# Trigonostemon philippinensis
Trigonostemon philippinensis är en törelväxtart som beskrevs av Otto Stapf. Trigonostemon philippinensis ingår i släktet Trigonostemon och familjen törelväxter. Inga underarter finns listade i Catalogue of Life.